# Nagykapusi erődtemplom
A nagykapusi erődtemplom műemlékké nyilvánított épület Romániában, Szeben megyében. A romániai műemlékek jegyzékében az SB-II-a-A-12364 sorszámon szerepel.